# Challenger de Yokohama 2022
El torneo Keio Challenger 2022 fue un torneo de tenis perteneció al ATP Challenger Tour 2022 en la categoría Challenger 80. Se trató de la 15.ª edición, el torneo tuvo lugar en la ciudad de Yokohama (Japón), desde el 31 de octubre hasta el 6 de noviembre de 2022 sobre pista dura al aire libre.

## Jugadores participantes del cuadro de individuales
| Favorito | País                            | Jugador               | Rank1 | Posición en el torneo    |
| -------- | ------------------------------- | --------------------- | ----- | ------------------------ |
| 1        | Bandera de Australia            | Christopher O'Connell | 100   | CAMPEÓN                  |
| 2        | Bandera de Australia            | John Millman          | 142   | Cuartos de final, retiro |
| 3        | Bandera de Japón                | Kaichi Uchida         | 168   | Cuartos de final         |
| 4        | Bandera de Bosnia y Herzegovina | Damir Džumhur         | 180   | Cuartos de final         |
| 5        | Bandera de China Taipéi         | Wu Tung-lin           | 207   | Cuartos de final         |
| 6        | Bandera de Japón                | Hiroki Moriya         | 213   | Primera ronda            |
| 7        | Bandera de Japón                | Yosuke Watanuki       | 223   | FINAL                    |
| 8        | Bandera de República Checa      | Zdeněk Kolář          | 235   | Primera ronda            |

- 1 Se ha tomado en cuenta el ranking del 24 de octubre de 2022.

### Otros participantes
Los siguientes jugadores recibieron una invitación (wild card), por lo tanto ingresan directamente al cuadro principal (WC):
- Tomoya Fujiwara
- Shinji Hazawa
- Masamichi Imamura

Los siguientes jugadores ingresan al cuadro principal tras disputar el cuadro clasificatorio (Q):
- Hong Seong-chan
- Taisei Ichikawa
- Yuki Mochizuki
- Jonathan Mridha
- Ryota Tanuma
- James Trotter

## Campeones

### Individual Masculino
- Christopher O'Connell derrotó en la final a  Yosuke Watanuki, 6–1, 6–7(5), 6–3

### Dobles Masculino
- Victor Vlad Cornea /  Ruben Gonzales derrotaron en la final a  Tomoya Fujiwara /  Masamichi Imamura, 7–5, 6–3